# Çò deth Ignasi
Çò deth Ignasi és una casa de Vilamòs (Vall d'Aran) inclosa a l'Inventari del Patrimoni Arquitectònic de Catalunya.

## Descripció
Presenta una secció rectangular adossada al terraplè de manera que les façanes paral·leles a la "capièra" que difereixen considerablement, un pis en la superior i tres en la inferior. En la primera, s'hi conserva l'antiga sortida del polader. La segona precedida d'un portal lateral que dona accés al pati, a les bordes, manté l'estructura d'una clavaguera exterior. Així doncs, la façana principal s'orienta a sol ixent, en la banda del "pènalèr" amb obertures de fusta en les dues plantes, sota "l'humarau". La coberta d'encavallades de fusta suporta un llosat de pissarra de dos vessants, i tresaigües als extrems amb sengles "humenèges". Vora de la porta d'accés es desclou l'antic "horn de pan".